# Ron Cornelius
Ronald Morgan  Cornelius, más conocido como Ron Cornelius, (nacido el 11 de diciembre de 1958 en Santa Ana, California) es un exjugador de baloncesto estadounidense. Con 2.03 metros de estatura, jugaba en la posición de alero.

## Trayectoria deportiva

### Universidad
Jugó cuatro temporadas con los Tigers de la Universidad del Pacífico, en las que promedió 18,0 puntos, 8,5 rebotes y 1,5 asistencias por partido, siendo elegido en 1979 Jugador del Año de la PCAA, e incluido en el mejor quinteto de la conferencia en tres ocasiones.
Fue el tercer jugador de baloncesto masculino del Pacífico al que le retiraron su número. Rompió el récord anotador de todos los tiempos de John Gianelli y terminó con 2.065 puntos en su carrera, también un récord de la PCAA.

### Profesional
Fue elegido en la sexegésimo quinta posición del Draft de la NBA de 1981 por Los Angeles Lakers, pero no llegó a fichar por el equipo californiano. Comenzó su trayectoria profesional en el Granollers Esportiu Bàsquet de la Liga ACB, donde jugó ocho partidos en los que promedió 16,9 puntos y 7,9 rebotes por partido.
La temporada siguiente fichó por la Unione Sportiva Sangiorgese de la Serie A2 italiana. Regresó a España para jugar con el Gijón Baloncesto de Primera B, y acabó su carrera en Francia, jugando en la temporada 1987-88 con el Le Mans Sarthe Basket de la Pro B, donde promedió 21,8 puntos y 6,7 rebotes por partido, y al año siguiente en el ASA Sceaux también de la segunda categoría del baloncesto francés, promediando 22,8 puntos y 8,3 rebotes.